# Lac Rweru
Lac Rweru är en sjö på gränsen mellan Burundi och Rwanda. Lac Rweru ligger 1 350 meter över havet. Arean är drygt 100 kvadratkilometer. Sjön är 18 kilometer lång och 14,5 kilometer bred. Den avvattnas av Kagerafloden som är ett av Nilens källflöden.